# The Green Knight
Pour plus de détails, voir Fiche technique et Distribution.
The Green Knight ou Le Chevalier Vert au Québec est un film de fantaisie médiévale d'aventure épique artistique  canado-américain réalisé, écrit, co-produit et édité par David Lowery et sorti en 2021. Il s'agit de l'adaptation du roman de chevalerie Sire Gauvain et Le Chevalier Vert probablement écrit par le Pearl Poet.
Le film a été acclamé par la critique pour sa cinématographie, sa musique, son jeu d'acteur (en particulier celui de Patel), ses valeurs de production et l'originalité, la mise en scène et l'écriture de Lowery, mais ne rencontre pas le succès commercial en salles en raison de la pandémie de Covid-19 et de la fermeture de certains cinémas.
Neveu du Roi Arthur, le jeune et beau Sire Gauvain — paresseux et peu sûr de lui — est chevalier de la Table ronde. Un jour, il accepte publiquement un défi lancé par un mystérieux chevalier vert. Gauvain ressort aisément victorieux du combat en décapitant le chevalier vert qui se soumet sans résistance. Mais celui-ci se relève et repart avec sa tête sous le bras en lui disant qu'ils devront se retrouver, dans un an, pour que Gauvain subisse exactement le même sort en retour.

## Synopsis
Cette section ne s'appuie pas, ou pas assez, sur des sources secondaires ou tertiaires indépendantes du sujet. Le texte peut contenir des analyses inexactes ou inédites de sources primaires.
Pour l'améliorer, ajoutez-en, ou placez des modèles {{Source secondaire souhaitée}} ou {{Source secondaire nécessaire}} sur les passages mal sourcés. (juin 2025)

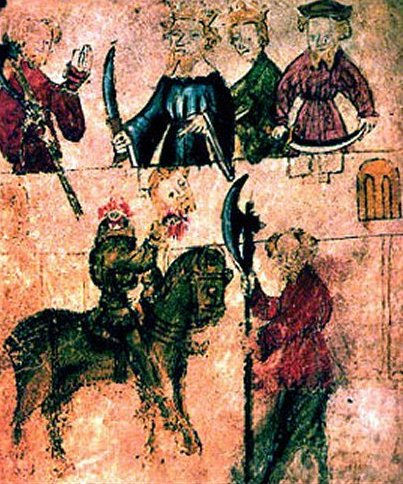
illustration de Sire Gauvain et le Chevalier vert.

Le film est découpé en plusieurs parties, chacune ayant son propre titre et représentant des sous-intrigues qui englobent l'histoire tout entière. Il n'est pas entièrement composé que du roman original du Perl Poète, mais fait aussi référence à plusieurs légendes galloises médiévales et, plus encore, à la symbolique des contes dans leur représentation visuelle (auréoles pour Arthur et Guenièvre, entourés d'une aura mystique de héros de l'ancien temps) et dans leur narration (découpage net de l'aventure du héros, face à diverses épreuves et dépassement de lui-même).
Une voix indique que, si dans la légende du roi Arthur, l'enfant qui retira l'épée du rocher est célèbre de par le monde, elle racontera ici une autre légende, moins connue, le tournoi de Noël de monseigneur Gauvain.
À Camelot, la citadelle d'un roi Arthur vieillissant et malade mais respecté de tous, le chevalier Gauvain vivote sans ambition dans le plaisir et l'oisiveté, amoureux d'une jeune femme de mœurs libres, Essel. Le jour de Noël, alors que toute la Cour est assemblée autour de son roi, Arthur fait part à Gauvain de ses regrets : il estime ne pas avoir porté assez d'affection à son neveu par le passé et désire réparer cette erreur. Demandant à Gauvain à entendre une des aventures, Arthur se voit répondre un silence embarrassé. C'est alors qu'un imposant chevalier vert, dont la peau est faite de bois percé de rameaux, délivre une lettre - secrètement écrite par la mère de Gauvain - à Arthur après une entrée fracassante. La lettre, lue par Guenièvre, fait état d'un défi lancé à un chevalier : celui qui donnera un coup au chevalier vert recevra son arme, une immense hache, à condition de subir le même coup un an après, dans une chapelle perdue dans le Nord. Gauvain, pour impressionner la table ronde, se porte volontaire et, entraîné par son excitation, décapite le chevalier qui remonte en selle, sa tête dans la main. Pendant un an, le chevalier ne pense plus à son aventure et retombe dans les mêmes paresses qu'auparavant, dépassé par sa légende montante auprès du peuple, parfois narquoise (un théâtre de marionnettes le montre décapité par le chevalier vert).

### Le début du voyage...
Pour sauver son honneur et couvrir de gloire son oncle, Gauvain se résigne à partir trouver le chevalier vert et clore son défi, au grand dépit d'Essel qui désire l'épouser et mener une vie tranquille. À l'occasion de leur dernière entrevue dans les bois, elle lui remet un grelot pour qu'il se souvienne d'elle. Gauvain reçoit de sa mère une ceinture magique, verte, censée le protéger de toutes les attaques, et un bouclier béni. Le chemin vers la chapelle maudite est semé de diverses embûches, qui témoignent de l'éloignement progressif du monde des hommes et la futilité de leur mode de vie urbain.

### ...Une gentillesse
Toujours vers le nord, Gauvain, se faisant passer pour un simple voyageur, traverse un champ de bataille où les dépouilles des vaincus gisent par centaines, à la merci des détrousseurs. Un jeune voleur l'accoste alors, monnaye ses indications (contre une gentillesse) pour trouver la chapelle verte, et lui parle de l'écrasante victoire d'Arthur sur ses ennemis (vraisemblablement les Saxons à la bataille du Mont Badon), où le roi aurait tué 960 Saxons à lui tout seul, affirmant qu'il aurait survécu s'il avait fait partie de l'armée. Dans une forêt, Gauvain tombe dans le piège du voleur : des détrousseurs s'en prennent à lui et le ligotent sur le sol, s'amusant de ses armes et de son bouclier. Ils s'enfuient finalement avec tous les biens du chevalier, le laissant à son sort. On aperçoit alors un univers alternatif où, dans son échec, Gauvain à l'état de squelette repose toujours dans la clairière, des années après sa capture. De retour dans le conte original, Gauvain finit par se détacher en rampant et se perd dans un marais de nuit, désarmé.

### ...Une rencontre avecSainte Winifred
Ayant trouvé une masure abandonnée dans la forêt, le chevalier s'y abrite pour la nuit. Endormi, une voix de femme l'interroge : elle lui demande ce qu'il fait là et si son père l'envoie. Découragé et surpris, Gauvain affirme qu'il n'est qu'un voyageur qui rentre chez lui. La jeune femme en chemise de nuit, vraisemblablement une revenante, lui offre de le guider en échange de son aide pour retrouver un objet, tout en affirmant que, par son manque de manières, il n'est pas un vrai chevalier. L'objet à chercher n'est autre que la tête de la jeune femme, perdue au fond d'un lac ; elle lui raconte qu'un seigneur (qu'elle soupçonne être Gauvain lui-même) chercha à la violer, profitant de son hospitalité. Voyant que sa victime essayait de s'enfuir, le seigneur lui coupa la tête et la jeta dans la mare où, depuis ce temps là, le fantôme cherche en vain à retrouver ce qui est sien. Anxieux, Gauvain accepte cependant et, alors qu'il est victime d'hallucinations sous l'eau, retrouve le crâne du fantôme et le rapporte sur la terre ferme. Le squelette de la jeune femme, emmitouflé dans ses draps, étant alors complet, la tête coupée révèle à Gauvain que le chevalier vert est quelqu'un qu'il connaît. Gauvain récupère miraculeusement la hache qu'on lui a dérobée et quitte la maison à l'aube.

### ...Un interlude
Dans les montagnes désolées du royaume de Logres, le chevalier réfugié dans une caverne rencontre un renard qui semble le suivre depuis le début de son périple. Au début agacé, il se fait à la présence de l'animal qui finit par l'accompagner partout. Une chute dans la montagne, la pluie et le froid l'affaiblissent et lui font perdre momentanément le grelot d'Essel ; des champignons hallucinogènes le rendent fou. Errant dans un monceau de ruines, Gauvain croise les géants qui vivent sur les sommets. Une géante, qui ne comprend pas ses supplications et tente de l'attraper, est apaisée par le renard. Tous les géants entonnent alors un chant et disparaissent au loin.
Le chevalier, épuisé et affligé, s'effondre sur la mousse d'une forêt ; le renard lui indique alors la direction d'un château où il sera reçu pour la nuit. Le 21 décembre, après un long sommeil réparateur, Gauvain s'éveille et demande où il se trouve : c'est la demeure de Bertilak de Hautdésert, qui lui présente son épouse - une noble femme ayant les traits d'Essel.

### ...Un échange de gains
Bien au courant de l'identité du chevalier, Bertilak et son épouse témoignent de l'ampleur considérable et mensongère qui fait du neveu d'Arthur un héros vertueux, pieux et absolu. Bertilak le rassure - il affirme que la chapelle verte n'est qu'à un jour de cheval et qu'on ne l'y attend que dans trois jours - et part à la chasse en laissant son château aux bons soins de son épouse et du chevalier. Dans la bibliothèque du château, la Lady témoigne de sa culture exceptionnelle, - elle a transcrit, copié, lu de précieux manuscrits conservés sur ses étagères, devenant l'avatar de l'auteur médiéval qui rarement invoque l'invention de ses œuvres, préférant compiler le savoir des anciens - son habileté aux beaux-arts, son originalité. Elle lui offre un livre de poèmes amoureux en étrennes, avant de lui réclamer un baiser - qu'elle obtient timidement - et de lui demander qu'il pose pour elle. Dans une chambre noire, Gauvain se fait photographier par une technique primitive au chlorure d'argent, et découvre avec stupeur le réalisme de son image, à la ressemblance du suaire de Turin. Curieuse mais ironique, la Lady arrache le grelot d'Essel, étonnée de l'ignorance de Gauvain pour les choses de l'amour. Le soir venu, Bertilak fait promettre à Gauvain de toujours lui donner, pour les deux jours à venir, ce qu'il aura gagné de plus cher pendant la journée, ce qu'il fera également en retour. Au cours d'une méditation sur les événements surnaturels sur Terre, la Lady s'interroge sur la couleur du chevalier vert - faisant écho aux interrogations des historiens et des mythologues sur l'Homme feuillu de l'iconographie sacrée au Moyen-Âge. Gauvain répond son ignorance, mais évoque la couleur de la pourriture comme possible source de réponse. Sous forme d'une menaçante énigme - en fait un Memento mori - , la Lady décrit alors le chevalier vert comme une possible allégorie de la décomposition physique, origine incontournable de la vie sauvage, forestière et incompréhensible, voire de la fin inéluctable d'une humanité luxurieuse, grouillante, rythmée par des rites et cérémonies d'une profonde vanité. Le combat de Gauvain se remplit donc d'un symbolisme très particulier : sa victoire sur le chevalier vert est l'espoir d'une humanité destinée à toujours vivre dans la pureté et la rectitude. Bertilak le fait réfléchir sur la futile bêtise de sa quête, tout en l'encourageant à poursuivre. Jour après jour, la Lady se montre de plus en plus tentatrice et ouvertement adultère, mais Gauvain tente de résister. La Lady lui fait alors miroiter la ceinture verte et enchantée que la mère du chevalier lui avait confié, lui avouant qu'elle le rendra invulnérable. Constatant avec raillerie son éjaculation devant ses avances, la Lady déçue lui cède la ceinture en précisant qu'il ne peut, par sa bassesse, revendiquer le noble titre de chevalier. Trompé et honteux, Gauvain s'enfuit dans la forêt avec la hache du chevalier vert. Il y rencontre Bertilak en pleine chasse, qui lui reproche son attitude désinvolte, et lui donne un baiser de paix, désireux de le faire basculer dans la luxure d'où il s'était sorti. Mortifié, Gauvain refuse et continue sa marche. Avant de partir, Bertilak lui laisse le renard qui suivait Gauvain, et qu'il avait capturé.

### ...La décapitation à la chapelle verte
Dans un bois épaissi par une brume jaunâtre, le renard arrête Gauvain et, d'une voix de vieillard, le supplie de renoncer à sa quête suicidaire. Étonné et furieux, Gauvain s'obstine et chasse l'animal. En remontant un ruisseau en barque, le chevalier arrive à la chapelle. Dans l'édifice ruiné par les lianes et les arbres, le chevalier vert est encore en sommeil : le neveu d'Arthur l'attendra de longues heures. Mais lorsque le chevalier vert descend finalement de son trône, le jour de Noël, Gauvain ne se dérobe pas et s'agenouille pour compléter son défi. Mais, par trois fois, terrorisé, il bouge la tête au dernier moment. Le chevalier vert lui fait la morale sur son manque de foi et, à la troisième tentative, Gauvain refuse de continuer, s'enfuit, et récupère miraculeusement son cheval.

### ...Le voyage de retour
Le retour est rapide : ne croisant personne, sinon le jeune voleur du début de l'histoire, Gauvain rentre à Camelot, couvert de honte, mais sans en dire un mot. Quoi qu'il fasse, cependant, il conserve la ceinture verte : que sa mère le baigne, qu'il couche avec Essel, qu'il soit adoubé par un Arthur agonisant. Dans sa maladie, le roi lui confie son épée, Excalibur, et sa couronne du royaume de Logres. À sa mort, Gauvain se retrouve donc son unique successeur légitime. Gauvain assiste, sans joie, à la naissance de son premier enfant, qu'il confie à Merlin, alors qu'il abandonne Essel à son sort pour épouser une femme de sang royal. Paranoïaque et désintéressé des affaires du royaume (Camelot tombe en ruine, la famine s'abat sur le royaume et ses chevaliers se querellent), le nouveau souverain plonge dans une profonde mélancolie alors que son fils devient un enfant, puis un homme. Au cours d'une bataille, son fils blessé à mort s'éteint dans ses bras. Hué par la foule au cœur même de sa forteresse, Essel, vieillie, le fixe avec ironie et colère. Les malheurs du royaume de Logres finissent par miner toute la confiance mise en son règne, et des séditions finissent par tenter de le renverser : devant sa photographie verdie par le temps, Gauvain face à une ultime révolte se donne la mort et, arrachant sa ceinture verte, laisse tomber sa tête sur le sol.
Il s'agissait en réalité également d'une vision : Gauvain est en fait toujours agenouillé dans la chapelle verte, le chevalier prêt à le frapper. Réalisant les conséquences terribles de sa lâcheté sur son avenir, le neveu d'Arthur détache la ceinture et, désormais vulnérable, se rend. Le chevalier vert, voyant avec contentement que Gauvain est devenu sage et brave, s'agenouille, lui caresse la joue et lui dit "Maintenant, je ne veux plus voir cette tête".

## Fiche technique
Sauf indication contraire, les informations mentionnées dans cette section peuvent être confirmées par la base de données cinématographiques IMDb,  présente dans la section « Liens externes ».
- Titre original et français : The Green Knight
- Titre québécois : Le chevalier vert
- Réalisation : David Lowery
- Scénario : David Lowery, d'après le roman Sire Gauvain et le Chevalier vert
- Musique : Daniel Hart
- Direction artistique : Christine McDonagh
- Décors : Jade Healy
- Costumes : Malgosia Turzanska
- Photographie : Andrew Droz Palermo
- Production : Toby Halbrooks, Tim Headington, James M. Johnston et David Lowery

Production déléguée : Jason Cloth, Aaron L. Gilbert et Macdara Kelleher
- Sociétés de production : Bron Studios, Ley Line Entertainment, Sailor Bear, A24, Creative Wealth Media Finance et Wild Atlantic Pictures
- Société d'effets spéciaux : Weta Digital[4]
- Sociétés de distribution : A24 (États-Unis), Elevation Pictures (Canada)
- Pays de production :  États-Unis,  Irlande,  Canada,  Royaume-Uni
- Langue originale : anglais
- Format : couleur
- Genres : fantastique, aventures, médiéval, fantasy historique, épique
- Durée : 130 minutes
- Dates de sortie :
  - États-Unis : 30 juillet 2021
  - Royaume-Uni : 24 septembre 2021 (au cinéma et en vidéo à la demande sur Prime Video)
  - France : 3 janvier 2022  sur Prime Video

## Distribution
- Dev Patel (VF : Juan Llorca ; VQ : Adrien Bletton) : Sire Gauvain
- Alicia Vikander (VF : Nastassja Girard ; VQ : Stéfanie Dolan) : Lady / Essel
- Ralph Ineson (VF : Augustin Jacob ; VQ : Patrick Chouinard) : le Chevalier vert
- Joel Edgerton (VF : Jérémie Covillault ; VQ : Louis-Philippe Dandenault) : un seigneur
- Barry Keoghan (VF : Aurélien Raynal ; VQ : Alexandre Bacon) : un charognard
- Sean Harris (VF : Yann Guillemot ; VQ : Sylvain Hétu) : le roi Arthur
- Kate Dickie : la reine Guenièvre
- Erin Kellyman : Winfred
- Sarita Choudhury : la fée Morgane
- Emmet O'Brien : le magicien[5]
- Patrick Duffy : le compagnon de Gauvain (voix[6])

 Source et légende : version québécoise (VQ) sur Doublage.qc.ca

## Production

### Distribution des rôles
David Lowery voulait pour ce film un casting d'acteurs exclusivement européen, l'histoire se déroulant en Europe.

### Tournage
Le tournage débute en Irlande en mars 2019. Les prises de vues ont lieu notamment dans les studios Ardmore à Bray, dans le château de Cahir dans le comté de Tipperary, dans le château de Charleville à Tullamore.

## Sortie et accueil

### Promotion et dates de sortie
Le 13 février 2020 est diffusée une bande annonce du film, qui a été visionnée près de 4 millions de fois en 2 jours,.
Il devait être présenté en avant-première mondiale au festival South by Southwest le 16 mars 2020, suivi d'une sortie dans les salles américaines le 29 mai 2020 . Cependant, en raison de la pandémie de COVID-19, le festival a été annulé et le film a été retiré du programme. David Lowery n'était pas non plus satisfait du montage original et a passé six mois à rééditer et à retravailler le film. Le film a ensuite été reporté au 30 juillet 2021. Au Royaume-Uni, le film devait sortir le 6 août, mais a été retiré de sa date de sortie. En septembre 2021, une nouvelle date de sortie est annoncée au Royaume-Uni, il sortira finalement le 24 septembre 2021 simultanément au cinéma et en vidéo à la demande sur Prime Video. Il sort en France le 3 janvier 2022 sur Prime Video.

### Critique
Aux États-Unis, le film reçoit des critiques globalement positives. Sur l'agrégateur américain Rotten Tomatoes, il obtient une note d'approbation de 89% pour 278 critiques et une note moyenne de 8/10. Le consensus suivant résume les critiques compilées par le site : « The Green Knight honore et déconstruit son matériel source dans une égale mesure, produisant une aventure absorbante qui jette un sort fantastique ». Selon Metacritic, qui a attribué un score moyen pondéré de 85 sur 100, basé sur 56 critiques, le film a reçu « l'acclamation universelle ».

### Box-office
Sorti principalement en vidéo à la demande, The Green Knight ne récolte que 18 millions de dollars dans le monde au box-office, dont plus de 17 millions sur le sol nord-américain.